# 대덕중학교 증산분교
대덕중학교 증산분교(大德中學校 甑山分校)는 경상북도 김천시 증산면 동안리에 있었던 공립 중학교이다.

## 학교 연혁
- 1967년 3월 7일: 지례중학교 증산분교 3학급 인가
- 1974년 12월 27일: 증산중학교 설립 인가
- 1975년 4월 21일: 증산중학교 개교
- 1999년 3월 1일: 대덕중학교 증산분교장 인가
- 2015년 3월 1일: 제24대 김영일 교장 취임
- 2016년 2월 5일: 제47회 졸업식(3명), 총 2,288명
- 2016년 3월 2일: 2016학년도 입학식(2명 입학)
- 2017년 2월 28일: 폐교 및 인근 학교와 기숙형 중학교 지품천중학교로 통합[1], 42년만에 폐업

## 참고 자료
- 대덕중학교 증산분교 - 한국교육학술정보원 학교알리미